# Liste der Bodendenkmale in Hankensbüttel
In der Liste der Bodendenkmale in Hankensbüttel sind alle Bodendenkmale der niedersächsischen Gemeinde Hankensbüttel aufgelistet. Die Quelle ist der Denkmalatlas Niedersachsen. Der Stand der Liste ist der 18. Juni 2024.

## Allgemein
In den Spalten finden sich folgende Informationen des Bodendenkmales :
- Lage        : geographische Koordinaten
- Bezeichnung : Bezeichnung lt. Denkmalatlas
- Beschreibung: Beschreibung lt. Denkmalatlas
- ID          : Objekt-ID
- Bild        : Bild, ggf. zusätzlich mit Link zu weiteren Fotos im Medienarchiv Wikimedia Commons.

## Alt Isenhagen
| Lage                         | Bezeichnung           | Beschreibung | ID       | Bild |
| ---------------------------- | --------------------- | --- | -------- | ---- |
| 52° 43′ 47″ N, 10° 39′ 27″ O | Alt Isenhagen 1, Burg | Von der Burg ist obertägig fast nichts mehr zu erkennen, da das Gelände schon ab 1882 weitgehend planiert wurde. Es fanden verschiedene Sondierungen und Prospektionen statt, 1988 bis 1990 dann eine Grabung unter Leitung von Hans-Wilhelm Heine. Es besteht Grund zur Vermutung, dass ein niederadliges Geschlecht, die Herren von Isenhagen, auf der Burg (Phase 2) gesessen hat, das zwischen 1237/38 und 1244 bzw. 1258 bezeugt ist. In seinen Besitz traten vermutlich die Herren Knesebeck, die 1265 ihr Eigentum in Alt-Isenhagen an das 1243 hier gegründete und später mehrmals verlegte Kloster Isenhagen verkauften. | 28943521 | BW   |